# ʿAbdallāh ibn ʿUmar
Abū ʿAbd ar-Rahmān ʿAbdallāh ibn ʿUmar (arabisch أبو عبد الرحمن عبد الله بن عمر, DMG Abū ʿAbd ar-Raḥmān ʿAbdallāh ibn ʿUmar häufig auch einfach nur Ibn ʿUmar genannt, geb. zwischen 610 und 612, gest. 693 in Mekka) war der älteste Sohn des zweiten Kalifen ʿUmar ibn al-Chattāb und durch seine Schwester Hafsa ein Schwager des Propheten Mohammed. Während des ersten und zweiten Bürgerkriegs (656–661 und 680–692) wurde ihm mehrfach das Kalifenamt angeboten, was er jedoch jedes Mal ablehnte, weil er darauf bestand, dass die Wahl eines Kalifen einmütig vorgenommen und Blutvergießen zwischen Muslimen unbedingt vermieden werden müsste. Mit dieser politischen Haltung gewann er innerhalb der Gemeinschaft der Muslime großen Respekt. In seinen späteren Lebensjahren diente er aufgrund seiner hohen moralischen Ansprüche und seines Festhaltens an „dem ursprünglichen Auftrag“ (al-ʿahd al-auwal) als wichtiges Rollenvorbild. Nach verbreiteter Auffassung wurde Ibn ʿUmar von al-Haddschādsch ibn Yūsuf ermordet. Bei seinem Tod hatte er unter den Muslimen ein ähnlich hohes Ansehen wie sein Vater.
Ibn ʿUmar galt als ein Spezialist für die Riten der Wallfahrt und war auch einer der wichtigsten Überlieferer von Aussprüchen des Propheten Mohammed. Die meisten Überlieferungen über und von ihm werden auf seinen Klienten Nāfiʿ zurückgeführt. In der modernen westlichen Hadith-Forschung ist die Authentizität der in seinem Namen überlieferten Hadithe allerdings umstritten.

## Politisches Leben

### Übertritt zum Islam und Engagement im Kampf
ʿAbdallāh ibn ʿUmar war der Sohn von ʿUmar ibn al-Chattāb und Zainab bint Maʿzūn al-Dschumahī, der Schwester des Prophetengefährten ʿUthmān ibn Mazʿūn. Zusammen mit seinem Vater nahm er in Mekka den Islam an. Zu dieser Zeit war Ibn ʿUmar wahrscheinlich erst um die sieben Jahre alt. Noch bevor er mannbar wurde, wanderten seine Eltern mit ihm nach Medina aus. Ibn ʿUmars ursprünglicher Name war ʿĀs, den Namen ʿAbdallāh soll er erst vom Propheten erhalten haben. In Medina wohnte Ibn ʿUmar in der ersten Zeit in der Prophetenmoschee. In dieser Zeit soll er mehrere Träume gehabt haben, die seine Schwester Hafsa jeweils dem Propheten weitererzählte, woraufhin dieser sie kommentierte. In einem dieser Träume sah sich Ibn ʿUmar am Abgrund des Höllenfeuers. Der Prophet soll daraufhin die Empfehlung ausgesprochen haben, dass er zukünftig einen Teil der Nacht bete. An diese Empfehlung soll sich Ibn ʿUmar in der Folgezeit gehalten und in der Nacht nur noch wenig geschlafen haben.
An den Schlachten von Badr (624) und Uhud (625) wollte Ibn ʿUmar bereits mitkämpfen, was der Prophet wegen seines jungen Alters jedoch nicht zuließ. Erst bei der Grabenschlacht (627) erlaubte ihm der Prophet die Teilnahme am Kampf. In verschiedenen Berichten wird außerdem erwähnt, dass er als Berittener und mit einer Lanze ausgestattet an der Eroberung Mekkas im Jahre 630 teilnahm. Die Angaben zu seinem Alter bei den verschiedenen Ereignissen sind allerdings widersprüchlich. Während in den meisten Berichten über seine Teilnahme an der Grabenschlacht mitgeteilt wird, dass er zu dieser Zeit 15 Jahre alt war und daraus später geleitet wurde, dass dies die untere Altersgrenze für die Teilnahme an Kämpfen ist, wird in den Berichten über seine Teilnahme an der Eroberung Mekkas sein Alter mit 20 Jahren angegeben. Hieraus ergibt sich, dass er zwischen 610 und 612 geboren sein muss.
Nach Mohammeds Tod nahm Ibn ʿUmar an den arabischen Eroberungskriegen teil, allerdings gibt es aus dieser Zeit nur wenige Nachrichten über ihn. Nach Ibn ʿAsākir nahm er bei der Schlacht am Jarmuk (636) teil. Bei der Eroberung des Irak soll er bei einem Zweikampf einen persischen Ritter (Dehqan - Landadel) besiegt haben. In einer kurzen Notiz bei adh-Dhahabī wird mitgeteilt, dass er auch bei der arabischen Eroberung Ägyptens (639–642) zugegen war und dort Land zugeteilt bekam. Später zog er nach Basra und nahm von dort aus an der Eroberung Persiens teil. Mehrfach hielt er sich in dieser Zeit auch in al-Madā'in auf. Bei der Schlacht von Nihāwand (642) war er ebenfalls zugegen, hatte jedoch bei diesem kriegerischen Unternehmen einen Asthmaanfall. Später hielt er sich sechs Monate in Aserbaidschan auf, wo er vom Eis eingeschlossen war.
Nach einem Bericht, der auf Saʿīd ibn al-Musaiyab und Anas ibn Mālik zurückgeführt wird, kam es bei der Einrichtung des Diwans zu Auseinandersetzungen über die Frage, welcher Gruppe von Zuwendungsempfängern Ibn ʿUmar zuzuordnen war. Während ʿUmar für seinen Sohn eine jährliche Dotation von 5000 Dinar festlegen wollte, lehnten ʿAbd ar-Rahmān ibn ʿAuf und Ibn ʿUmar selbst dies ab. Mālik ibn Anas wird mit der Aussage zitiert, dass Ibn ʿUmar eine regelmäßige Zahlung von 3.000 Dinar aus dem Diwan bezog. Des Weiteren hatte er Landgüter in der Oase Chaibar, auf denen er Sklaven für sich arbeiten ließ. Die Juden von Chaibar wurden verdächtigt, einen Anschlag auf ihn verübt zu haben. Dies bildete eine der Rechtfertigungen für ihre Vertreibung aus der Oase.
Auf politischer Ebene trat Ibn ʿUmar zum ersten Mal am Ende des Kalifats seines Vaters auf. Es gibt Berichte, wonach man ʿUmar vorschlug, seinen Sohn zum Nachfolger zu ernennen. ʿUmar meinte jedoch, dass er im Gegensatz ʿAlī ibn Abī Tālib, ʿUthmān ibn ʿAffān, az-Zubair ibn al-ʿAuwām, Talha, Saʿd ibn Abī Waqqās und ʿAbd ar-Rahmān ibn ʿAuf nicht die Qualifikationen für die Herrschaft erfülle. Nachdem ʿUthmān Kalif geworden war, forderte er Ibn ʿUmar auf, das Qādī-Amt zu übernehmen, was er jedoch mit Verweis auf ein Prophetenwort, wonach es besser sei, sich diesem Amt zu entziehen, ablehnte. Als ʿUthmān in Medina von Aufständischen belagert wurde, gehörte ʿAbdallāh ibn ʿUmar zu denjenigen, die mit ihm ausharrten, doch kam eine Gruppe aus seinem Clan ʿAdī und schleppte ihn aus dem Palast.

### Politische Verwicklungen während der ersten Fitna

#### Als Kandidat für das Kalifat nach dem Tode ʿUthmāns
Al-Hasan al-Basrī wird mit dem Bericht zitiert, dass man unmittelbar nach ʿUthmāns Tod 656 Ibn ʿUmar mit Verweis auf seine führende Stellung in der Umma das Kalifat antrug, er die Übernahme dieses Amtes jedoch auf Grund des zu erwartenden Blutvergießens ablehnte. Obwohl er bedrängt und mit dem Tode bedroht wurde, blieb er bei dieser Haltung. Möglicherweise machte sich Ibn ʿUmar aber doch Hoffnungen auf das Amt, denn es wird berichtet, dass er sich an dem Tag, an dem ʿUthmān getötet wurde, einen Brustpanzer anzog, sich das Schwert seines Vaters ʿUmar umgürtete und sich aufwendig schmückte. Als ʿAlī wenig später zum Kalifen erhoben wurde, verweigerte ihm Ibn ʿUmar den Treueid, mit dem Argument, dass nicht die gesamte Gemeinschaft der Muslime hinter ihm stehe. ʿAlī wollte Ibn ʿUmar wegen seiner Beliebtheit als neuen Statthalter und Ersatz für den Umaiyaden Muʿāwiya ibn Sufyān nach Syrien schicken, was Ibn ʿUmar jedoch ablehnte. Da ʿAlī auf dem Plan bestand und auch die Fürsprache seiner Schwester Hafsa nichts nützte, flüchtete Ibn ʿUmar nach Mekka.
Muʿāwīya, der als Statthalter in Syrien verblieben war und sich von ʿAlī losgesagt hatte, richtete von Syrien aus zusammen mit seinem Kommandeur ʿAmr ibn al-ʿĀs einen Brief an die Bewohner von Mekka und Medina, in dem er ʿAlī den Mord an ʿUthmān anlastete, sie zur Unterstützung im Kampf gegen ihn aufforderte und klarstellte, dass er nicht das Kalifat anstrebe. Ibn ʿUmar, der das Antwortschreiben an Muʿāwiya verfasste, erinnerte ihn daran, dass er ein Talīq war, ein Muslim, der den Islam erst bei der Eroberung Mekkas angenommen hatte, und somit für das Kalifat ohnehin nicht in Frage kam. Muʿāwiya richtete nun einen weiteren Brief an Ibn ʿUmar, in dem er ihn aufforderte, ihn bei der Bestrafung der Mörder ʿUthmāns zu unterstützen, und ihm die Herrschaft und die Abhaltung einer Schūrā-Versammlung in Aussicht stellte. Ibn ʿUmar schrieb ihm zurück, dass er sich aus dem entstandenen Konflikt heraushalten wolle, weil sich aus dem Auftrag, den er vom Propheten erhalten habe, nicht klar ergebe, wie er sich darin zu verhalten habe.

#### Rivalität mit Muʿāwiya nach der Schlacht von Siffin
Als nach der Schlacht von Siffin (657) in Dūmat al-Dschandal das Schiedsgericht zur Schlichtung des Streits zwischen ʿAlī und Muʿāwiya tagte, plädierte ʿAlīs Unterhändler Abū Mūsā al-Aschʿarī dafür, Ibn ʿUmar das Kalifat zu übertragen. Auf Anraten seiner Schwester Hafsa reiste Ibn ʿUmar selbst zu den Verhandlungen. In mehreren Quellen wird davon berichtet, dass es bei der Konferenz zu einer Unterredung zwischen ihm und Muʿāwiyas Unterhändler ʿAmr ibn al-ʿĀs kam, bei der letzterer Ibn ʿUmars Anspruch auf die Herrschaft anerkannte und fragte, ob er bereit sei, gegen eine größere Summe Geldes zugunsten einer anderen Person, die größeres Interesse an der Herrschaft habe, darauf zu verzichten. Ibn ʿUmar soll dieses Ansinnen empört von sich gewiesen und angemerkt haben, dass er sich nicht für Geld kaufen lasse, und allein die Religion für ihn zähle. Als Ibn ʿUmar weggehen wollte, hielt ʿAbdallāh ibn az-Zubair ihn am Gewand fest und erklärte, dass ʿAmr ihn damit habe fragen wollen, ob er bereit wäre, etwas zu zahlen, damit man ihm den Treueid leiste. Ibn ʿUmar soll darauf geantwortet haben, dass er sich für die Baiʿa weder bezahlen lasse, noch selbst dafür zahle, sondern sie nur mit dem Einverständnis der Muslime entgegennehmen wolle.
Als Muʿāwiya davon erfuhr, dass Ibn ʿUmar das Kalifat anstrebte, äußerte er gegenüber ʿAbdallāh, dem Sohn von Dschaʿfar ibn Abī Tālib, Ibn ʿUmar sei aufgrund von drei Eigenschaften für dieses Amt untauglich: Er sei eifersüchtig, kraftlos und geizig. Ibn ʿUmar, dem dies von Dschaʿfar zugetragen wurde, verteidigte sich gegenüber diesen Vorwürfen. Aus seiner Verteidigungsrede, die sich erhalten hat, geht hervor, dass sich die Vorwürfe Muʿāwiyas darauf bezogen, dass Ibn ʿUmar seine Frauen wegschloss, sich ausschließlich mit dem Koran befasste und das Erbe seines Vaters für sich behielt.
Verschiedene Berichte teilen mit, dass Muʿāwiya, nachdem sich die beiden Unterhändler auf ihn geeinigt hatten, selbst nach Dūmat al-Dschandal kam und dort von seinem Kamel aus eine Rede hielt, in der er seinen Anspruch auf die Herrschaft über die Muslime bekräftigte und mit Bezug auf Ibn ʿUmar sagte, wer sonst noch Anspruch auf die Herrschaft erhebe, möge nun gegen ihn antreten. Nach seinem eigenen Bericht setzte Ibn ʿUmar bei dieser Gelegenheit zu einer Gegenrede an, um zu sagen, dass diejenigen, die Muʿāwiya und dessen Vater in der Zeit des Propheten bekämpft hätten, würdiger seien als er, entschloss sich dann aber doch, zu schweigen, um Blutvergießen zu vermeiden. Als ihn Muʿāwiyas Berater Habīb später besuchte und ihn fragte, warum er nichts auf die herausfordernden Worte Muʿāwiyas erwidert habe, gab er den gleichen Grund an, woraufhin Habīb anmerkte, dass er sich wohl selbst habe schützen wollen.
Als Muʿāwiya später zum Haddsch in den Hedschas kam, schwor er auf dem Minbar von Medina, Ibn ʿUmar, der sich zu dieser Zeit in Mekka aufhielt, zu töten. ʿAbdallāh ibn Safwān, der Statthalter von Mekka, stellte jedoch Ibn ʿUmar unter seinen persönlichen Schutz. Als Muʿāwiya sich der Stadt näherte, zog er ihm mit den Bewohnern der Stadt entgegen und stellte ihn wegen der Sache zur Rede. Daraufhin nahm Muʿāwiya von seinem Vorhaben Abstand. Später scheint sich das Verhältnis zwischen den beiden Männern entspannt zu haben. Mehrere Quellen berichten davon, dass Muʿāwiya Ibn ʿUmar große Geldbeträge nach Medina schickte. Nach einem Bericht, den Muhammad ibn Saʿd anführt, wandte sich Ibn ʿUmar selbst mit einem Brief an Muʿāwiya. Auch als Muʿāwiya seinen Sohn Yazīd zum Thronfolger ernannte und ihm huldigen ließ, schickte er Ibn ʿUmar einen großen Geldbetrag. Ibn ʿUmar betrachtete dies als einen Bestechungsversuch.

### Streben nach Neutralität während der zweiten Fitna

#### Seine Kritik an ʿAbdallāh ibn az-Zubair
Als Yazīd nach Muʿāwiyas Tod 680 die Herrschaft antrat und man ihm den Treueid leistete, reagierte Ibn ʿUmar darauf mit Indifferenz. Er soll in diesem Zusammenhang geäußert haben: „Wenn es gut ist, sind wir zufrieden. Und wenn es eine Heimsuchung ist, ertragen wir es standhaft.“ Große Empörung äußerte er allerdings, als sich 683 die Bewohner von Medina unter der Führung von ʿAbdallāh ibn az-Zubair erhoben und von Yazīd lossagten. Ibn ʿUmar sah dies als Verrat an und verpflichtete seine Söhne unter Androhung des Schwertes darauf, Yazīd gegenüber Loyalität zu wahren.
Nachdem Yazīd noch im gleichen Jahr gestorben war, rief sich ʿAbdallāh ibn az-Zubair in Mekka zum Kalifen aus. Ibn ʿUmar stand dem neuen Herrscher des Hedschas sehr reserviert gegenüber. Zwar war er durch seine Tochter Sauda, die er mit ʿUrwa ibn az-Zubair verheiratet hatte, mit ʿAbdallāh ibn az-Zubair verschwägert, doch weigerte er sich, ihm die Baiʿa zu leisten. Einem Zeitgenossen, der ihn später nach dem Grund fragte, erklärte er, dass er eine solche Baiʿa für so unrein halte wie „Kinderkot“ (qiqqa). Als 683 die Anführer der Charidschiten nach Mekka kamen, um eine Zusammenarbeit mit Ibn az-Zubair zu prüfen, fragten sie Ibn ʿUmar, warum er seinen Treueid zurückhalte. Hierauf äußerte er, dass er diesen nur einem Herrscher leisten wolle, der die gesamte Gemeinschaft (ǧamāʿa) hinter sich habe. Nach einem Bericht, der auf seinen Sohn Sālim zurückgeführt wird, hielt Ibn ʿUmar die Herrschaft Ibn az-Zubairs deswegen für Unrecht, weil sie den Menschen ohne Abhaltung einer Schūrā aufgezwungen worden war. Nach einem anderen Bericht betrachtete Ibn ʿUmar Ibn az-Zubair als einen Tyrannen, den es zu bekämpfen gelte, weil er die Umaiyaden aus dem Hedschas vertrieben und den Treueid gegenüber Yazīd gebrochen hatte.

#### Kontakte zu den anderen Kriegsparteien
Der Umaiyade Marwān ibn al-Hakam schlug in dieser Zeit Ibn ʿUmar vor, nach Syrien zu ziehen, um sich dort als Kalif huldigen zu lassen. Dabei verwies er darauf, dass Ibn ʿUmar ja bereits als „Herr der Araber und Sohn des Herrn der Araber“ (saiyid al-ʿArab wa-ibn saiyid al-ʿArab) betrachtet würde. Ibn ʿUmar lehnte seinen Plan jedoch mit Verweis auf den im Irak und im Osten des Reiches zu erwartenden Widerstand ab. Marwāns Vorschlag, die Iraker mit Waffengewalt zur Anerkennung seiner Herrschaft zu zwingen, wies er von sich, mit der Begründung, dass ihm jedes Blutvergießen zuwider sei. Marwān wurde nur kurze Zeit später auf der Konferenz von al-Dschābiya selbst zum Kalifen ausgerufen und errichtete seine Herrschaft über Syrien und Ägypten.
Marwāns Sohn ʿAbd al-ʿAzīz ibn Marwān, der die Statthalterschaft von Ägypten übernahm, sandte Ibn ʿUmar in dieser Zeit Geld und versuchte, ihn so zur Anerkennung der umaiyadischen Herrschaft zu bringen. Auf die gleiche Weise verfuhr al-Muchtār ibn Abī ʿUbaid, der 685 die Herrschaft über Kufa erlangte. Ibn ʿUmar nahm die ihm übersandten Gelder auch an, wahrte jedoch strikte Neutralität zwischen den verschiedenen Kriegsparteien. Die Chaschabīya genannten Anhänger von al-Muchtār und auch die Charidschiten grüßte er weiter, während diese sich gegenseitig bekämpften. Im späteren Verlauf des Zweiten Bürgerkriegs wurde Ibn ʿUmar auch selbst Opfer der herrschenden Unsicherheit. So raubten ihm Anhänger des Charidschiten Nadschda al-Harūrī eine Kamelherde.

#### Verweigerung des Kampfes gegen Muslime
Personen, die Ibn ʿUmar vorschlugen, selbst zum Kampf auszuziehen, weil er als Sohn ʿUmars die größten Chancen hätte, die Gemeinschaft der Muslime hinter sich zu vereinen, hielt er Koranwort aus Sure 2:193 entgegen: „Kämpft gegen sie, bis keine Fitna mehr besteht und die Verehrung Gott gilt.“ Dieses kommentierte er mit den Worten: „Wir haben gekämpft, damit die Verehrung Gott gehörte und die Fitna beendet war. Ihr aber wollt heute kämpfen, damit sich die Fitna einstellt und die Verehrung anderem als Gott gilt.“ Sein Klient Nāfiʿ zitiert ihn in diesem Zusammenhang mit den Worten: „Wer mich zum Gebet aufruft, dem schenke ich Gehör. Wer mich aber dazu aufruft, seinen muslimischen Bruder zu bekämpfen und sein Vermögen zu rauben, dem schenke ich kein Gehör.“
Nach einem Bericht, der über den ägyptischen Traditionarier Bukair ibn al-Aschaddsch (gest. 720) auf Nāfiʿ zurückgeführt wird, wurde Ibn ʿUmar während des Zweiten Bürgerkriegs von einem Charidschiten aufgesucht, der ihn fragte, warum er regelmäßig auf Haddsch und ʿUmra gehe, den Dschihad für die Sache Gottes aber vernachlässige, obwohl er wisse, was Gott in ihn gelegt habe. Hierauf antwortete er, dass der Islam nur auf fünf Säulen erbaut sei, dem Glauben an Gott und seinen Gesandten, den fünf Gebeten, dem Ramadan-Fasten, der Entrichtung der Zakāt und dem Haddsch. Wenn diese Überlieferung authentisch ist, dann ist sie der früheste Beleg für das Konzept von den fünf Säulen des Islams.
Mit seiner Verweigerung der Teilnahme an innermuslimischen Kämpfen gewann Ibn ʿUmar bei vielen Muslimen Respekt. Mūsā ibn Talha (gest. 721), der Sohn des Prophetengefährten Talha ibn ʿUbaidallāh, der während des Zweiten Bürgerkriegs wie einige andere Persönlichkeiten Kufas vor al-Muchtār aus der Stadt fliehen musste und nach Basra kam, wird mit den Worten zitiert: „Gott habe Erbarmen mit ʿAbdallah ibn ʿUmar. Er hat meiner Meinung nach an dem Auftrag, den ihm der Prophet übertrug, festgehalten.“ Aufgrund seiner besonderen politischen Haltung betrachteten ihn die arabischen Stammesfürsten als die einzige Person, hinter der man beten und der man die Zakāt anvertrauen konnte.
Andere meinten dagegen, dass Ibn ʿUmar mit seiner militärischen Zurückhaltung nur eigennützige Interessen verfolge. Ein Zeitgenosse warf ihm vor, darauf zu warten, bis sich alle Prophetengefährten gegenseitig umgebracht hatten, damit er dann als einziger zurückbleibe und den Treueid der Menschen entgegennehmen könne. Einige Zeitgenossen tadelten Ibn ʿUmar sogar wegen seiner Ablehnung militärischen Vorgehens bei innermuslimischen Auseinandersetzungen. Sie sahen darin eine übertriebene Friedenssehnsucht und warfen ihm vor, durch sein Verhalten die Möglichkeiten für eine Einigung der Umma verspielt zu haben. Deshalb sei er das Schlimmste gewesen, was der Umma passiert sei.

### Konfrontation mit al-Haddschādsch und Ende
Nachdem 692 al-Haddschādsch ibn Yūsuf Mekka für ʿAbd al-Malik erobert hatte und die Herrschaft von ʿAbdallāh ibn az-Zubair zusammengebrochen war, sandte Ibn ʿUmar dem Kalifen ʿAbd al-Malik einen Brief, in dem er ihm zusammen mit seinen Söhnen den Treueid „auf die Sunna Gottes und die Sunna seines Gesandten“ leistete. Der Brief erregte deswegen Aufsehen, weil Ibn ʿUmar darin seinen Namen demjenigen des Kalifen voranstellte.
Das Verhältnis Ibn ʿUmars zu al-Haddschādsch, der als Statthalter in Mekka verblieb, war allerdings sehr angespannt. So wird berichtet, dass Ibn ʿUmar zunächst zusammen mit al-Haddschādsch betete, dieser jedoch das Gebet durch lange Ansprachen hinauszögerte, was Ibn ʿUmar öffentlich kritisierte. Ein heftiger Zusammenstoß ergab sich, als al-Haddschādsch in einer Rede behauptete, dass ʿAbdallāh ibn az-Zubair das Buch Gottes verfälscht habe. Hieraufhin bezichtigte ihn Ibn ʿUmar mehrfach der Lüge. Al-Haddschādsch gebot ihm zu schweigen, erklärte ihn für altersschwach und drohte ihm mit dem Tod. In einem anderen Bericht wird mitgeteilt, dass Ibn ʿUmar al-Haddschādsch vor allem wegen der Verletzung des Haram und der Zerstörung der Kaaba kritisierte. Ibn ʿUmar hielt sich schließlich ganz von dem Gebet mit al-Haddschādsch fern.
ʿAbdallāh ibn ʿUmar starb 693 an einer Sepsis, die er sich während der Wallfahrtsriten durch eine Verletzung an seinem Fuß zugezogen hatte, während er auf seinem Kamel saß. Über die genauen Umstände der Verletzung gibt es verschiedene Berichte. Einer von ihnen besagt, dass bei der Dschamra, dem Steinigungsritual in Minā, die Querstrebe einer Kamel-Tragetasche Ibn ʿUmars Fuß durchbohrt hatte. Nach anderen Berichten hatte ihm einer von al-Haddschādschs Soldaten im Gedränge beim Herabeilen aus der Ebene ʿArafāt mit seiner Speerspitze den Fuß verletzt.
Nach anderen Berichten war die Verletzung Ibn ʿUmars kein Unfall, sondern die Folge eines gezielten Mordanschlags. Demnach war es vorher bei der Wallfahrtsversammlung in der Ebene ʿArafāt zu einem heftigen Zusammenstoß zwischen Ibn ʿUmar und al-Haddschādsch gekommen, weil Ibn ʿUmar darauf bestand, während der Predigt al-Haddschādschs mit seinem Kamel an einer bestimmten Stelle zu stehen, an der er schon bei der Abschiedswallfahrt gestanden hatte. Da sich dieser Ort unmittelbar vor der Stelle befand, von der aus al-Haddschādsch seine Ansprache hielt, fühlte sich jener durch Ibn ʿUmar gestört und ließ sein Kamel mehrfach verscheuchen, doch kehrte Ibn ʿUmar immer wieder an diese Stelle zurück. Schließlich wurde die Sache al-Haddschādsch lästig, und er erteilte einem seiner Soldaten den Mordauftrag. Makhūl ibn Abī Muslim will selbst gesehen haben, wie ein dunkelhäutiger Mann seinen Speer in den Zwischenraum zwischen erster und zweiter Zehe an Ibn ʿUmars Fuß rammte. Nach verschiedenen Berichten, war die Spitze des Speers mit Gift präpariert.
Als die Wunde zu schwären begann und Ibn ʿUmar bettlägerig wurde, besuchte ihn al-Haddschādsch am Krankenbett und fragte ihn nach dem Mann, der ihn mit seinem Speer verletzt hatte, damit er ihn töten könne. Ibn ʿUmar warf al-Haddschādsch daraufhin vor, dass er selbst die Verantwortung für seine Verletzung trage, weil er es seinen Leuten erlaubt hatte, im Haram Waffen zu tragen, und sogar zuließ, dass sie diese während der Wallfahrtsriten trugen. Zeitgenossen berichteten, dass Ibn ʿUmar auf dem Sterbebett bereut habe, nicht gegen die „frevelhafte Schar“ gekämpft zu haben. Das wurde als Anspielung auf al-Haddschādsch verstanden. Ibn ʿUmar starb Ende 73 oder Anfang 74 (= April – Juni 693 n. Chr.). Zwar hatte er seinem Sohn auf dem Sterbebett die Anweisung gegeben, dass man ihn außerhalb des Harams begraben solle, doch setzte sich al-Haddschādsch über seinen Willen hinweg und ließ ihn innerhalb des Haram im Tal Fachch auf dem Friedhof der Muhādschirūn begraben. Er selbst sprach das Totengebet für ihn. Bei seinen muslimischen Zeitgenossen stand Ibn ʿUmar in dieser Zeit schon in allerhöchstem Ansehen. Der medinische Gelehrte Saʿīd ibn al-Musaiyab wird mit der Aussage zitiert: „Wenn ich für jemanden bezeugen würde, dass er zu den Paradiesinsassen gehört, so würde ich das für ʿAbdallāh ibn ʿUmar tun. An dem Tag, als er starb, war er der beste von allen, die verblieben waren.“
Der Ort, an dem Ibn ʿUmar begraben wurde, hieß im 19. Jahrhundert asch-Schuhadā'. Die Mekkaner besuchten ihn üblicherweise am 14. Safar bei der Rückkehr von der Ziyāra nach al-Maimūna.

## Familiäre Verhältnisse
ʿAbdallāh ibn ʿUmar hatte insgesamt zwölf Söhne und vier Töchter. Seinen ältesten Sohn ʿAbd ar-Rahmān, von dem seine Kunya „Abū ʿAbd al-Raḥmān“ stammt, hatte er mit einer Frau namens Umm ʿAlqama al-Muhāribīya gezeugt, die wie er zu den Quraisch gehörte. Von dieser Frau trennte er sich jedoch schon zu Lebzeiten des Propheten. Der Vorgang wird sehr ausführlich in der islamischen Rechtsliteratur behandelt, weil Ibn ʿUmar seine Frau verstoßen hatte, während sie menstruierte, und sein Vater daraufhin den Propheten darüber befragt hatte, ob dies zulässig sei.
Die meisten Kinder gebar ihm seine Frau Safīya, eine Tochter von Abū ʿUbaid ibn Masʿūd aus dem Stamm der Thaqīf und Schwester des thaqafitischen Aufständischen al-Muchtār ibn Abī ʿUbaid. Von ihr hatte Ibn ʿUmar insgesamt fünf Söhne (Abū Bakr, Abū ʿUbaida, Wāqid, ʿAbdallāh und ʿUmar) und zwei Töchter (Hafsa und Sauda). Safīya bewahrte auch seinen Siegelring auf, in dem sein Name eingraviert war. Ein Bericht, den Muhammad ibn Saʿd überliefert, teilt mit, dass er drei Mal nach Medina reiste, weil er an Safīyas Sterbebett gerufen wurde. Dies deutet darauf hin, dass er zu dieser Zeit in Mekka lebte, während sie in Medina zurückgeblieben war.
Seine übrigen Kinder (Sālim, ʿUbaidallāh, Hamza, Zaid, ʿĀ'ischa, Bilāl, Abū Salama und Qilāba) zeugte Ibn ʿUmar allesamt mit Sklavinnen. Allerdings gibt es auch die Überlieferung, dass die Mutter seines Sohnes Zaid eine Frau namens Sahla aus dem Stamm der Taghlib war. Wie Ibn ʿUmar einmal gegenüber Saʿīd ibn al-Musaiyab äußerte, hatte er mehrere seiner Söhne nach gefallenen Prophetengefährten benannt.

## Berichte und Urteile über seine moralischen Qualitäten
Seine Reputation bezog Ibn ʿUmar nicht nur daraus, dass er der Sohn des zweiten Kalifen war, sondern auch aus seinen hohen moralischen Qualitäten, die seinen Zeitgenossen Bewunderung abnötigte. Die Biographien sind voll mit Anekdoten, die seine Freigebigkeit, Enthaltsamkeit, Güte, Frömmigkeit und Sittsamkeit illustrieren.

### Freigebigkeit
Während Muʿāwiya Ibn ʿUmar Geiz nachsagte und ihn deswegen untauglich für das Kalifenamt betrachtete, wird in den meisten Quellen Ibn ʿUmars Freigebigkeit hervorgehoben. Geldzuweisungen, die er erhielt, soll er in kürzester Zeit unter seinen Besuchern verteilt haben. In einem Bericht, der auf Nāfiʿ zurückgeführt wird, heißt es, Ibn ʿUmar sei „ein freigebiger Mann gewesen, der es liebte, wenn bei ihm gegessen wird.“ Er soll sein Abendessen fast nie alleine eingenommen haben. Selbst Speisen, die man ihm speziell gekauft oder zubereitet hatte, weil er darauf Appetit hatte, soll er sich vom Munde abgespart und Bedürftigen überlassen haben, wenn sie ihn darum baten.
Manchmal war er so freigebig, dass er dann selbst nicht genug zu essen bekam. Als man ihm aus dem Irak als Geschenk ein neues Verdauungsmittel namens Dschawārisch mitbrachte, hielt er dies für völlig überflüssig und verwies darauf, dass er sich schon lange Zeit nicht mehr satt gegessen habe. Gelegentlich schloss seine Freigebigkeit aber auch den Ausschank von Dattelwein (nabīḏ) ein, wie aus einem Bericht bei Ibn Saʿd hervorgeht. Demnach führte Ibn ʿUmar auf einer Reise von Mekka nach Medina ein Kamel mit, auf dessen Rücken sich ein Weinschlauch befand. Bei einer Pause erhielt jeder mitreisenden Männer einen Becher und konnte sich an dem Wein satt trinken.

### Gütigkeit gegenüber Sklaven
In verschiedenen Quellen wird davon berichtet, dass Ibn ʿUmar in großem Stil Sklaven freiließ. Seinen Sklaven Nāfiʿ und seine Sklavin Rumaitha, die er sehr liebte, soll er mit Verweis auf Koranvers 3:92 „Ihr werdet niemals Frömmigkeit erlangen, solange ihr nicht von dem spendet, was ihr liebt“ die Freiheit geschenkt haben. Nāfiʿ wird mit der Aussage zitiert, dass Ibn ʿUmar insgesamt tausend Menschen oder mehr freigelassen habe. Da Ibn ʿUmar die Gewohnheit hatte, Sklaven, deren Verhalten ihm besonders gefiel, freizulassen, gab es einige junge Männer, die allein deswegen besonders häufig zur Moschee gingen, weil sie ihre Freilassung erwirken wollten. Als Ibn ʿUmar das sah, ließ er sie tatsächlich frei. Leuten, die ihm vorhielten, dass diese Sklaven ihn betrügen würden, entgegnete er, dass er nichts dagegen habe, sich für Gott betrügen zu lassen.
Mehrfach kaufte Ibn ʿUmar auch Sklaven von anderen Sklavenhaltern auf, um sie hernach freizulassen. Seine massenhaften Freilassungen führten dazu, dass ein Sklave, der mit ihm einen Loskaufvertrag geschlossen hatte, diesen wieder rückgängig machte, um ohne Geldzahlung von ihm freigelassen zu werden. In anderen Fällen soll er großzügige Kaufangebote ausgeschlagen und die betreffenden Personen freigelassen haben, weil er dies für verdienstvoller hielt.
Auch Sklaven, die er unberechtigterweise geschlagen hatte, ließ er frei, mit der Begründung, dass der Gottesgesandte dies als Wiedergutmachung (kaffāra) für solches Fehlverhalten festgelegt habe. Ibn ʿUmar soll sich außerdem immer wieder selbst gebremst haben, wenn er zornig auf Sklaven war und diese verfluchen wollte, weil er das Verfluchen ablehnte. Wenn Sklaven, die die Möglichkeit zur Flucht hatten, diese Gelegenheit nicht nutzten, sondern sich entschieden, bei ihm zu bleiben, freute er sich. In einem kurzen Gedicht, das Ibn ʿAsākir von ihm überliefert, trauert er einer freigelassenen byzantinischen Sklavin nach, die nach ihrer Freilassung nicht bei ihm blieb, sondern floh.

### Politische Loyalität und Friedfertigkeit
Von Ibn ʿUmar werden zahlreiche Aussprüche überliefert, in denen er zur Loyalität gegenüber der Staatsgewalt und zur Friedfertigkeit aufruft. Von Zeitgenossen wurde seine politische Haltung mit den Worten zusammengefasst: „Ich kämpfe nicht in der Fitna und bete hinter dem, der siegt.“ Mālik ibn Anas überlieferte von ihm die Aussage: „Wenn sich die gesamte Umma Mohammeds auf mich einigen würde, aber nur zwei Männer dies nicht täten, würde ich sie nicht bekämpfen.“ Gelobt wurde auch sein Grundsatz, Herrschern, die nur eine Splittergruppe (firqa) hinter sich bringen können, die Baiʿa zu verweigern, bei Herrschern, die die gesamte Gemeinschaft (ǧamāʿa) hinter sich haben, die Baiʿa aber zu leisten. Als 720 der Aufstand des Yazīd ibn al-Muhallab ausbrach und der Gelehrte Ibn Sīrīn gefragt wurde, wie man sich dazu verhalten sollte, empfahl er, sich an Ibn ʿUmar zu orientieren und Yazīd die Baiʿa zu verweigern.

### Bewahrung des ursprünglichen Islams und Propheten-Nachfolge
In vielen Berichten wird Ibn ʿUmars Bedeutung als Bewahrer des ursprünglichen Islams betont. So wird ʿĀ'ischa bint Abī Bakr mit der Aussage zitiert, dass sie niemanden gesehen habe, der so stark an der „ersten Sache“ (al-amr al-auwal) festhielt wie Ibn ʿUmar. Ein anderer Zeitgenosse, Dschābir ibn ʿAbdallāh (gest. 697), betonte, dass im Gegensatz zu den anderen Mitgliedern der Quraisch, die sich von den neu erlangten weltlichen Gütern hatten verführen lassen, Ibn ʿUmar nicht von dem ursprünglichen Weg abgewichen sei. Von Mūsā ibn Talha (gest. 721) werden die Worte überliefert: „Gott habe Erbarmen mit ʿAbdallah ibn ʿUmar. Er hat meiner Meinung nach an dem ursprünglichen Auftrag (al-ʿahd al-auwal) festgehalten und sich nicht verändert. Bei Gott, die Quraisch konnten ihn nicht provozieren. Und ich sprach zu mir, dass das seinen Vater bei seinem Gemetzel herabsetzt.“ Mūsā deutete Ibn ʿUmars friedfertiges Verhalten während der Fitna also als Nachfolge des Propheten und stellte es sogar positiv dem militanten Verhalten seines Vaters ʿUmar gegenüber.
As-Suddī meinte, dass Ibn ʿUmar der einzige Prophetengefährte sei, der sich seine ursprüngliche Einstellung bewahrt habe, wie er sie beim Hinscheiden Mohammeds hatte. Ibn ʿUmars Wille, an dem Zustand festzuhalten, wie er unter Mohammed herrschte, kommt auch in einem Ausspruch zum Ausdruck, der ihm in verschiedenen Quellen zugeschrieben wird. Demnach soll er gesagt haben, dass er nach dem Tode Mohammed weder eine Palme gepflanzt, noch einen Ziegelstein auf den anderen gesetzt habe. Al-Haddschādsch, der Ibn ʿUmar an seinem Sterbebett besuchte, zitiert ihn mit den Worten: „Ich bin nach der ursprünglichen Art“ (innī ʿalā ḍ-ḍarb al-auwal).
Zahlreiche Berichte betonen ʿAbdallāhs Eifer bei der Befolgung der „Traditionen des Propheten“ (āṯār an-nabī). So wird ʿĀ'ischa mit den Worten zitiert, dass es niemanden gegeben habe, der die Traditionen des Propheten in den verschiedenen Lebenslagen so genau befolgte wie ʿAbdallāh ibn ʿUmar. Immer wenn man ihn sah, konnte man bei ihm etwas von der „Befolgung der Traditionen des Propheten“ (ittibāʿ āṯār an-nabī) entdecken. Mālik ibn Anas überliefert von Ibn ʿUmar, dass er die Angelegenheit, die Traditionen und die Haltung des Propheten so stark befolgte und sich dafür interessierte, dass man um seinen Verstand fürchtete. Sein Klient Nāfiʿ wird mit der Aussage zitiert: „Wenn ich auf Ibn ʿUmar bei der Befolgung der Tradition des Gottesgesandten schaute, würde ich sagen: Das ist ein Besessener“. Wenn Ibn ʿUmar den Propheten nur erwähnte, musste er meist weinen.
Ein Tor an der Moschee von Medina, von dem der Prophet gesagt hatte, dass es besser wäre, es den Frauen zu überlassen, soll Ibn ʿUmar sein ganzes Leben lang gemieden haben. Wenn er nach Medina kam, ging er als erstes zum Grab des Propheten, sprach ein Gebet für ihn und rief Gott für ihn an. Auf dem Weg nach Mekka hielt er an Stellen, wo sich der Prophet aufgehalten hatte, und brachte sein Kamel genau in die Position, in der er das Kamel des Propheten gesehen hatte. Ibn ʿUmar ging in seiner Verehrung des Propheten so weit, dass er Bäume, unter denen dieser gebetet hatte, regelmäßig goss, damit sie nicht vertrockneten.

### Seine Vorbildfunktion in Alltagsfragen
In höherem Alter erfüllte Ibn ʿUmar für die Menschen immer mehr die Rolle eines Vorbilds. Mudschāhid ibn Dschabr wird mit der Aussage zitiert: „Als Ibn ʿUmar ein junger Mann war, unterließen es die Menschen, ihm nachzueifern. Als er aber älter wurde, nahmen sie sich an ihm ein Beispiel.“ Die Vorbildfunktion, die Ibn ʿUmar in seiner Umgebung innehatte, ist der Grund dafür, dass die arabischen Quellen äußerst ausführliche Beschreibungen von seinem Alltagsverhalten, seiner Kleidung, Nahrung und Körperhygiene liefern. In manchen Fällen wurde Ibn ʿUmar auch selbst zu solchen Fragen um Auskunft gebeten. So hörte jemand, wie er gefragt wurde, welche Kleidung man anziehen solle. Hierauf antwortete Ibn ʿUmar: „Das, was die Einfältigen bei Dir nicht verachten und auch die Einsichtigen an Dir nicht tadeln.“ Als er gefragt wurde, was das konkret bedeute, antwortete er, dass dies Kleidung im Wert von fünf bis zu 20 Dirham sei.
Mehrere Zeitzeugen berichteten, dass Ibn ʿUmar sehr schamhaft gewesen und deswegen kein Bad betreten habe. Um dennoch eine ausreichende Körperhygiene aufrechtzuerhalten, ließ er sich regelmäßig am ganzen Körper rasieren und einölen. Auch zum Abschluss des Haddsch und der ʿUmra ließ er vom Barbier (ḥallāq) eine solche Ganzkörperrasur vornehmen, was bei den anderen Pilgern Staunen hervorrief. Seinen Schnurrbart schnitt er so kurz, dass es so aussah, als habe er die Haare ausgezupft. Den übrigen Bart ließ er bis zur Länge einer Handbreite stehen und färbte ihn mit Memecylon tinctorium (wars) oder Safran gelb. Hierbei berief er sich darauf, dass auch der Prophet seinen Bart gelb gefärbt habe. Die gelbe Farbe färbte häufig auch auf seine Kleidung ab. Manche Berichte sprechen außerdem davon, dass er seinen Bart mit Moschus parfümierte.

## Aktivität als Mufti
Ibn ʿUmar wird auch als eine wichtige Fatwa-Autorität betrachtet. Ibn Hazm zählte Ibn ʿUmar neben seinem Vater ʿUmar, ʿAlī, ʿĀ'ischa, ʿAbdallāh ibn Masʿūd, ʿAbdallāh ibn ʿAbbās und Zaid ibn Thābit zu den sieben Prophetengefährten, die besonders häufig Fatwas erteilten. ʿAmr ibn Dīnār (gest. 743) zählte ihn zu den jüngeren Rechtsgelehrten (fuqahāʾ al-aḥḍāṯ). Das bezog sich darauf, dass nach allgemeiner Auffassung Ibn ʿUmar in dieser Rolle ältere Prophetengefährten wie Zaid ibn Thābit abgelöst hatte. Als Rechtsautorität stand Ibn ʿUmar später besonders bei Mālik ibn Anas in hohem Ansehen. Er wird mit der Aussage zitiert, dass Ibn ʿUmar bei ihnen in Medina nach Zaid ibn Thābit der „Imam der Menschen“ (imām an-nās) gewesen sei und sechzig Jahre den Menschen Fatwas erteilt habe. In seinem Muwaṭṭā führt Mālik zahlreiche Normen auf ihn zurück. Ibn Hazm war der Auffassung, dass Ibn ʿUmars Rechtsauskünfte so zahlreich gewesen seien, dass diese, wenn man sie zusammentragen würde, ein dickes Buch füllen würden. Muḥammad Rauwās Qalʿaǧī hat 1986 tatsächlich eine Enzyklopädie der auf Ibn ʿUmar zurückgeführten Normen zusammengestellt.
Ibn ʿUmar galt vor allem als Spezialist für Fragen, die mit den Wallfahrtsriten (manāsik al-ḥaǧǧ) zusammenhängen. So war er denn auch besonders während der Wallfahrtssaison (mausim) als Mufti aktiv. Er pflegte abwechselnd das eine Jahr auf den Haddsch und das andere Jahr auf die ʿUmra zu gehen. Die ʿUmra vollzog er dabei gewöhnlich im Monat Radschab. Zusammen mit ʿAbdallāh ibn ʿAbbās soll er bei der Ankunft der Pilger Fatwa-Sitzungen abgehalten haben. Während Ibn ʿAbbās alle Fragen beantwortet habe, die ihm gestellt wurden, habe Ibn ʿUmar das meiste von dem, zu dem er befragt wurde, beantwortet. Ibn ʿUmar war dafür bekannt, dass er bei Fragen, die er nicht beantworten konnte, dies auch offen zugab. Bei Fragen zu anderen Themen als der Wallfahrt verwies er gerne auf die Gelehrten in Medina (al-ʿulamāʾ bi-l-Madīna).
Anders als Ibn ʿAbbās bezog Ibn ʿUmar seine Autorität weniger durch sein Rechtsverständnis als durch seine Gewissensfrömmigkeit (warʿ). Als Mālik einmal von dem abbasidischen Kalifen Abū Dschaʿfar al-Mansūr gefragt wurde, warum die medinischen Traditionarier unter den verschiedenen Lehrmeinungen diejenigen Ibn ʿUmars bevorzugten, antwortete er, dass Ibn ʿUmar Vorrang (faḍl) unter den Menschen besitze und auch die früheren Generationen schon so gehandelt hätten. Al-Mansūr billigte dies, wies aber darauf hin, dass Ibn ʿUmar oft im Widerspruch zu ʿAbdallāh ibn ʿAbbās und ʿAlī ibn Abī Tālib gestanden habe.
Eine Besonderheit von Ibn ʿUmars Rechtsverständnis war, dass er der Gesetzgebung seines Vaters ʿUmar kritisch gegenüberstand. Nach einer Tradition, die auf seinen Sohn Salīm zurückgeführt wird, wurde Ibn ʿUmar eines Tages von einem Syrer über während des Haddsch vollzogene Zeitehen (mutʿat al-ḥaǧǧ) befragt. Als er antwortete, dass diese Praxis „gut und schön“ (ḥasan ǧamīl) sei, erinnerte ihn der Syrer daran, dass sein Vater sie abgeschafft habe. Daraufhin wies ʿAbdallāh den Mann mit den Worten zurecht: „Wehe Dir! Selbst wenn mein Vater sie abgeschafft hat, was soll ich befolgen, die Entscheidung meines Vaters, oder die Vorschrift Gottes?“ Der Syrer stimmte ihm daraufhin darin zu, dass letzteres richtiger sei. Bei einer anderen Gelegenheit kritisierte er die Bestrafung von Mutʿa-Ehen als Ungerechtigkeit und drohte denjenigen, die eine andere Meinung vertraten, mit den Worten: „Das Buch Gottes wird der Richter zwischen uns sein, welches von beiden eher verdient, befolgt zu werden, das Buch Gottes oder ʿUmar.“
ʿAbdallāh ibn ʿUmar betonte, dass die Sunna seines Vaters keine Beachtung verdiene, sondern nur die Sunna des Propheten. Mit ähnlichen Worten soll er auch ein die Wallfahrtsriten betreffendes Fatwa von ʿAbdallāh ibn ʿAbbās zurückgewiesen haben. Was befolgt werden müsse, sei die Sunna Gottes und seines Gesandten, nicht die Sunna von Ibn ʿAbbās.

## Seine Rolle als Traditionarier
Als das eigentliche Metier Ibn ʿUmars galt bei Zeitgenossen wie asch-Schaʿbī (gest. 721) allerdings nicht der Fiqh, sondern der Hadith. Zu denjenigen, von denen Ibn ʿUmar überlieferte, gehörten der Prophet, sein eigener Vater ʿUmar, die Kalifen Abū Bakr,ʿUthmān und ʿAlī sowie mehrere andere frühe Muslime wie Bilāl ibn Rabāh, Suhaib ar-Rūmī, Zaid ibn Thābit, Saʿd ibn Abī Waqqās, ʿAbdallāh ibn Masʿūd, seine Schwester Hafsa und ʿĀ'ischa bint Abī Bakr. Umgekehrt gab es mehr als 200 Personen, die bei ihm Überlieferungen hörten. Zu den wichtigsten und bekanntesten gehörten seine beiden Klienten Nāfiʿ und ʿAbdallāh ibn Dīnār sowie al-Hasan al-Basrī, Saʿīd ibn al-Musaiyab, ʿUrwa ibn az-Zubair, Mudschāhid ibn Dschabr, der schiitische Imam Muhammad al-Bāqir. sowie Dschābir ibn Zaid, der Begründer der ibaditischen Rechtsschule.
Im Musnad von Baqī ibn Machlad wurden insgesamt 2630 Hadithe auf Ibn ʿUmar zurückgeführt. 186 davon werden auch von al-Buchārī und Muslim ibn al-Haddschādsch erwähnt. Nur Abū Huraira soll mehr überliefert haben als Ibn ʿUmar. Verschiedene biographische Berichte betonen seine Aufrichtigkeit und Sorgfalt bei der Übermittlung der Aussprüchen Mohammeds. Muhammad al-Bāqir lobte ihn dafür, mehr als jeder andere Prophetengefährte darauf geachtet zu haben, bei diesen Aussprüchen nichts hinzuzufügen oder wegzulassen. Ein Isnād von Mālik über Nāfiʿ, den Maulā von Ibn ʿUmar, über Ibn ʿUmar selbst galt als die zuverlässigste Überliefererkette in der islamischen Hadith-Wissenschaft und wird auch als „Goldene Kette“ (silsilat aḏ-ḏahab) bezeichnet.
In der heutigen Zeit ist Ibn ʿUmars Rolle in der Hadith-Überlieferung allerdings umstritten. So wird darauf verwiesen, dass asch-Schaʿbī, der ein Jahr bei ihm in Medina verbrachte, ihn keinen einzigen Hadith von Mohammed überliefern hörte und Mudschāhid ibn Dschabr, der ihn auf einer Reise nach Medina begleitete, ihn nur einen einzigen Hadith mitteilen hörte. Mehrere westliche Gelehrte, insbesondere Joseph Schacht und G.H.A. Juynboll haben deswegen die Historizität des auf Ibn ʿUmar zurückgehenden Materials und insbesondere der Goldenen Kette infrage gestellt. Andere Wissenschaftler wie Harald Motzki halten sie dagegen für echte Traditionen, die auf Ibn ʿUmar zurückgehen.